# Мендес, Микайла
Микайла Мендес (англ. Mikayla Mendez; род. 29 августа 1980, Бербанк, Калифорния, США) — американская порноактриса. Свою карьеру в порноиндустрии начала в 2003 году в возрасте 23 лет. Мендес имеет мексиканские корни.

## Биография
До подписания контракта с Wicked Pictures в 2008 году выступала под именем Микайла. В 2009 году покидала порнобизнес по личным причинам. Некоторое время спустя продолжила съёмки в порнофильмах.
Имеет несколько татуировок на спине, обеих лодыжках и на левой стороне шеи.
На 2018 года снялась в 240 фильмах.

## Премии и номинации
- 2008 номинация на AVN Awards в категории «невоспетая старлетка года»
- 2009 номинация на AVN Awards в категории «лучшая лесбийская сцена триолизма» за фильм No Man’s Land 43 (вместе с Одри Битони и Вик Синистер)
- 2009 номинация на AVN Awards в категории «лучшая сцена группового секса» за фильм The Wicked (вместе с Кейлени Леи, Софией Санти, Бэрри Скоттом и Эваном Стоуном)
- 2010 номинация на AVN Awards в категории «лучшая лесбийская сцена триолизма» за фильм 2040 (вместе с Джессикой Дрейк и Кейлени Леи)
- 2010 номинация на AVN Awards в категории «лучшая сцена триолизма» за фильм 2040
- 2010 AVN Award — «лучшая сцена группового секса» — 2040[7]